# Хаджи Димитър (промишлена зона)
„Хаджи Димитър“ е промишлена зона на град София, България, разположена в районите „Подуяне“ и „Сердика“, на 3,1 километра североизточно от центъра на града.
Зоната огражда от три страни квартал „Хаджи Димитър“, като граничи също с Центъра на югозапад, промишлената зона около Централна гара София и Централните софийски гробища на запад, „Орландовци“ и Малашевските гробища на север, „Левски Г“ на изток и „Васил Левски“, „Сухата река“ и промишлената зона около гара „Подуяне“ на юг.

## Улици и произход на имената им
| Път                       | Наречен на                                                     | Местоположение |
| ------------------------- | -------------------------------------------------------------- | -------------- |
| „Батак“                   | Батак, град в Пещерско                                         | Карта          |
| „Безименна“               | –                                                              | Карта          |
| „Бесарабия“               | Бесарабия, област в Молдова и Украйна                          | Карта          |
| „Брацигово“               | Брацигово, град в Пещерско                                     | Карта          |
| „Брод“                    | Местен обект                                                   | Карта          |
| „Васил Кънчев“            | Васил Кънчов (1862 – 1902), географ                            | Карта          |
| „Васил Петлешков“         | Васил Петлешков (1845 – 1876), революционер                    | Карта          |
| „Витиня“                  | Витиня, проход в Стара планина                                 | Карта          |
| „Владайска река“          | Владайска река, местен обект                                   | Карта          |
| „Владимир Вазов“          | Владимир Вазов (1868 – 1945), генерал                          | Карта          |
| „Генерал Данаил Николаев“ | Данаил Николаев (1852 – 1942), генерал                         | Карта          |
| „Горна Студена“           | Горна Студена, село в Свищовско                                | Карта          |
| „Градинарска“             | Градинарство, стопанска дейност                                | Карта          |
| „Жак Дюкло“               | Жак Дюкло (1896 – 1975), френски политик                       | Карта          |
| „Зидарска“                | Зидарство, стопанска дейност                                   | Карта          |
| „Иван Йончев“             | Иван Йончев (1884 – 1918), поет                                | Карта          |
| „Ильо войвода“            | Ильо войвода (1805 – 1898), революционер                       | Карта          |
| „Индустриална“            | Промишленост, стопанска дейност                                | Карта          |
| „Каменоделска“            | Каменоделство, стопанска дейност                               | Карта          |
| „Кап. Георги Мамарчев“    | Георги Мамарчев (1786 – 1846), революционер                    | Карта          |
| „Кожарска“                | Кожарство, стопанска дейност                                   | Карта          |
| „Константин Стоилов“      | Константин Стоилов (1853 – 1901), политик                      | Карта          |
| „Кочо Честименски“        | Кочо Чистеменски (1840 – 1876), революционер                   | Карта          |
| „Лавандула“               | Лавандула (Lavandula), род растения                            | Карта          |
| „Липов цвят“              | ?                                                              | Карта          |
| „Малашевска“              | Малашевци, бивше село в Софийско                               | Карта          |
| „Маркови кули“            | Маркови кули, археологически обект в Прилеп, Северна Македония | Карта          |
| „Меджидие“                | ?                                                              | Карта          |
| „Милен Цветков“           | Милен Цветков (1966 – 2020), телевизионен водещ                | Карта          |
| „Мост Чавдар“             | Чавдар войвода, фолклорен персонаж                             | Карта          |
| „Никола Войновски“        | Никола Войновски (1849 – 1876), революционер                   | Карта          |
| „Панайот Хитов“           | Панайот Хитов (1830 – 1918), революционер                      | Карта          |
| „Първа българска армия“   | Първа българска армия, военна част                             | Карта          |
| „Резбарска“               | Дърворезба, занаят                                             | Карта          |
| „Скайлер“                 | Юджийн Скайлър (1840 – 1890), американски дипломат             | Карта          |
| „Филип Тотю“              | Филип Тотю (1830 – 1907), революционер                         | Карта          |